# 芬蘭堡教堂

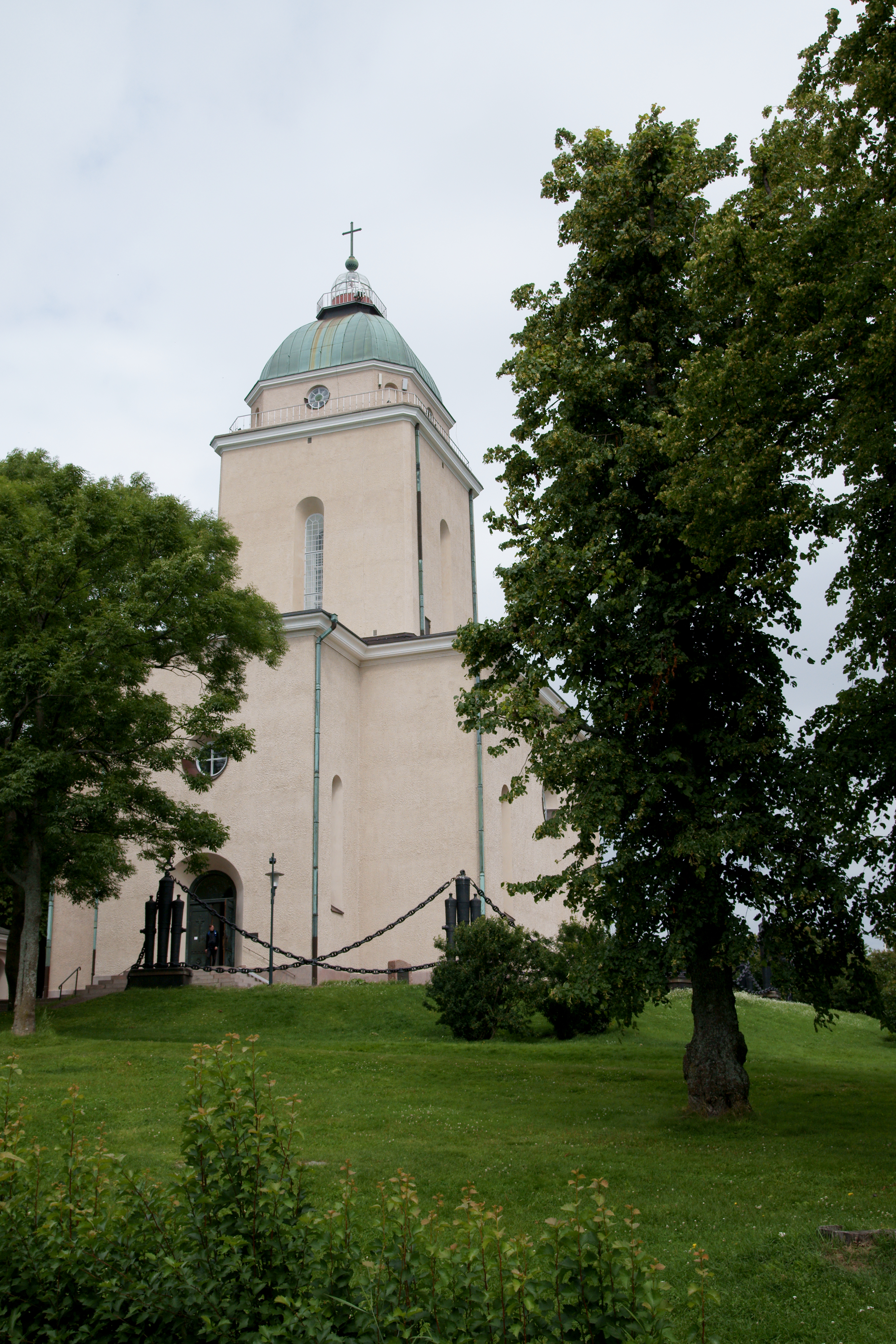
芬蘭堡教堂

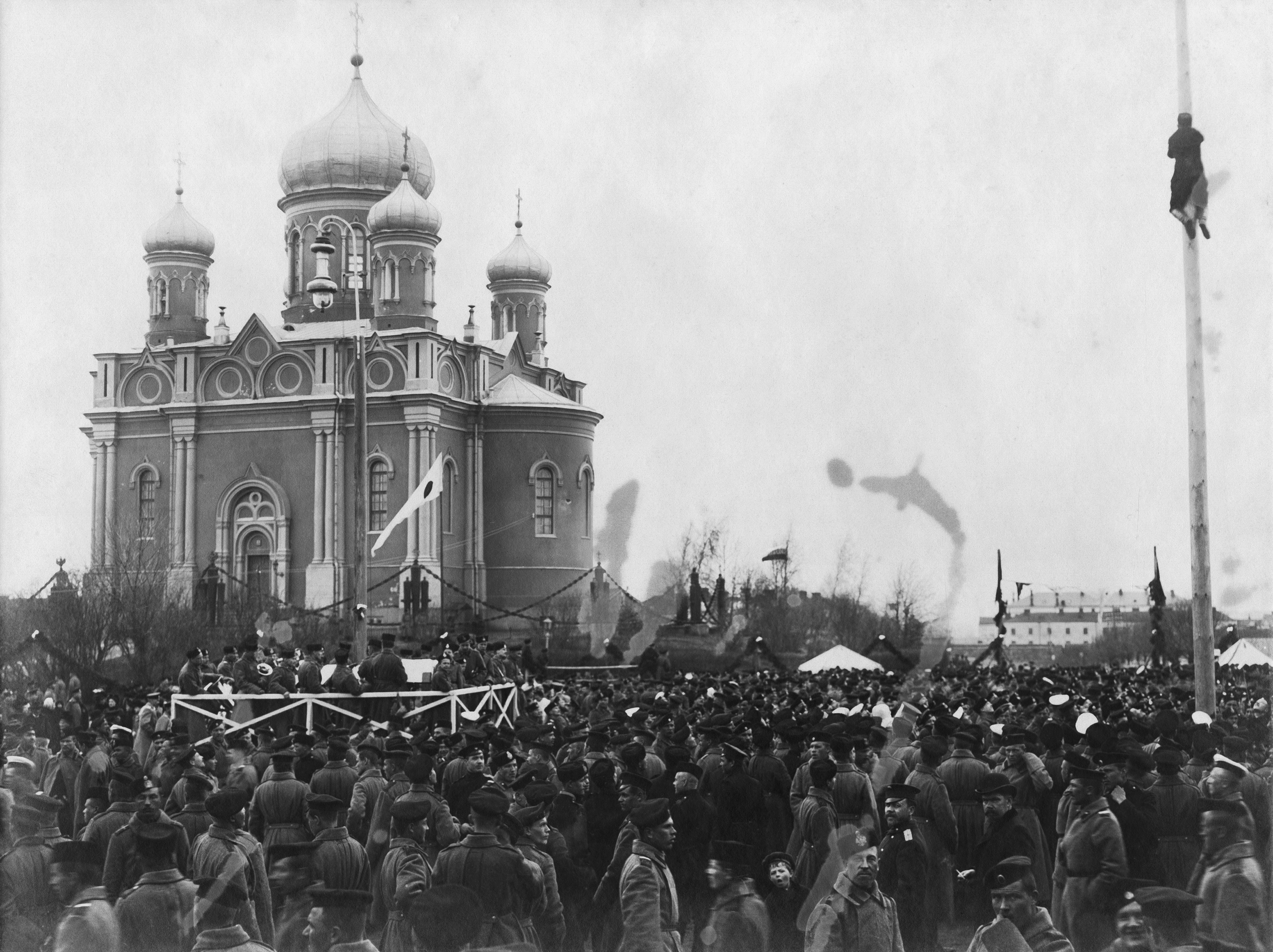
1908年时的芬兰堡教堂，当时还是东正教的风格

芬蘭堡教堂（芬蘭語：Suomenlinnan kirkko）是芬蘭首都赫爾辛基的一座教堂，刚建成时屬東正教，現屬芬蘭福音信義會。該教堂修建於1854年，最初有五個洋蔥圓頂。教堂由康斯坦丁·托恩（Konstantin Thon）設計。該教堂擁有芬蘭最大的教堂鐘。

## 外部連結
- 芬兰堡官方网站 （芬蘭語、瑞典語和英語）

60°08′52″N 024°59′10″E / 60.14778°N 24.98611°E